# Antonio Matteoni
Antonio Matteoni (Lucca, 3 febbraio 1955) è un ex calciatore italiano, di ruolo difensore.

## Carriera

Matteoni (in piedi, secondo da destra) nel Modena 1975-1976

Cresce nella Lucchese, dove gioca per tre stagioni in Serie C. In seguito milita per un anno nel Modena in Serie B. Nel 1976 compie il salto in Serie A, passando al Genoa, con la cui maglia debutta alla prima giornata del torneo, il 3 ottobre 1976, in casa contro la Roma (2-2), disputando poi complessivamente 24 partite nella massima serie.
Nella stagione successiva rimane ancora in Serie A trasferendosi al Perugia, dove segnerà la sua unica rete in massima serie il 27 novembre 1977, realizzando al 78' il gol del definitivo 2-0 nella gara Perugia-Torino. È inoltre ricordato per essere subentrato a Renato Curi nel corso della sfida interna del 30 settembre 1977 contro la Juventus, nella quale si verificò il decesso del centrocampista marchigiano.
In seguito gioca per una stagione in Serie B nel Brescia. Nell'estate 1979 si trasferisce al Parma, neopromosso nella serie cadetta, disputando 27 gare nella prima stagione, conclusasi con il ritorno degli emiliani in Serie C1, categoria nella quale Matteoni militerà per i due anni successivi, sempre in maglia gialloblù. Successivamente ha militato nel Forlì e nella Massese.
In carriera ha totalizzato complessivamente 34 presenze ed una rete in Serie A e 83 presenze ed una rete in Serie B.

## Palmarès
- Coppa Piano Karl Rappan: 1

Perugia: 1978